# Junkers Ju 52/3m

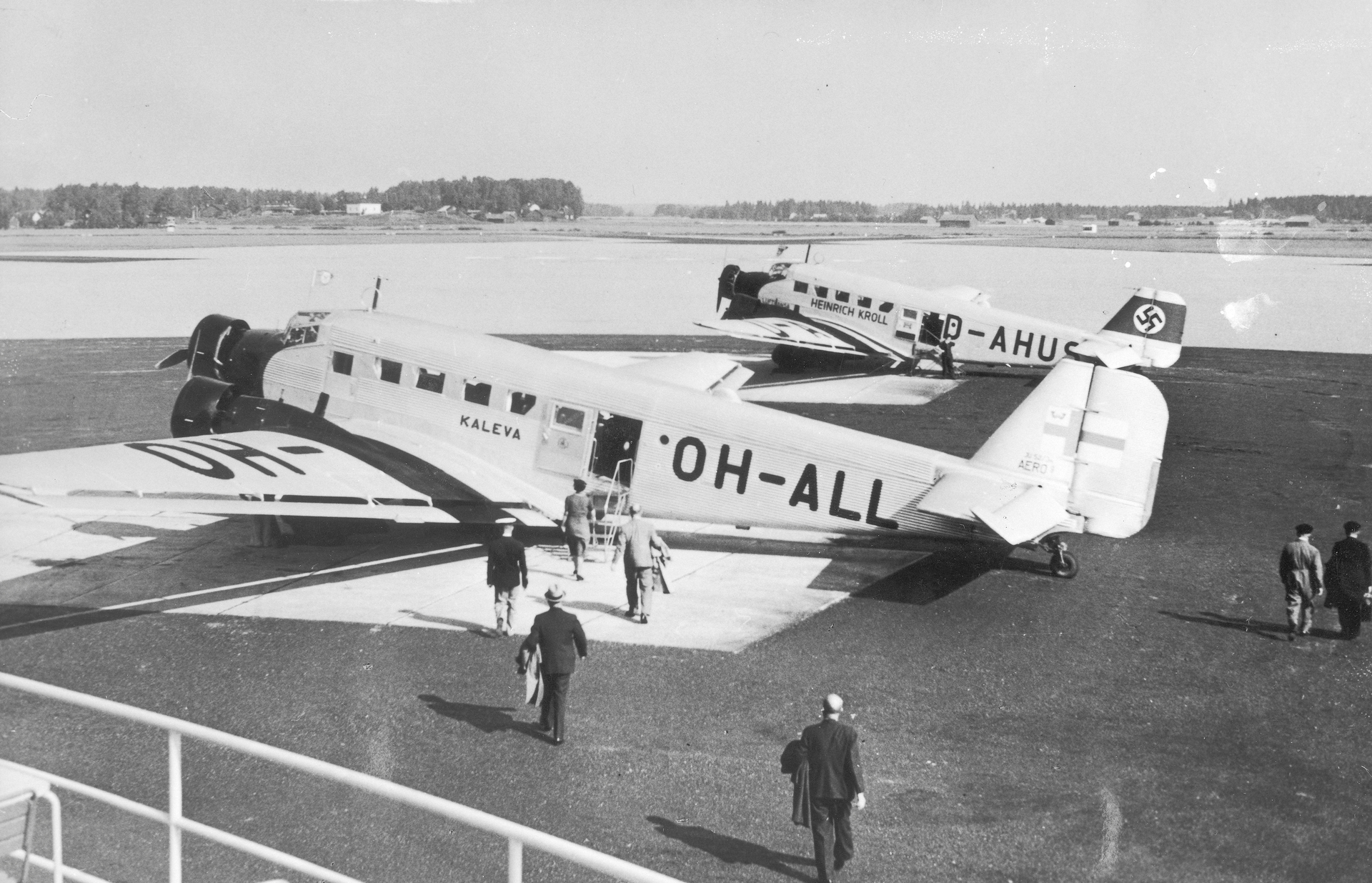
Aero O/Y Ju 52/3mge OH-ALL, Helsingfors-Malm flygplats

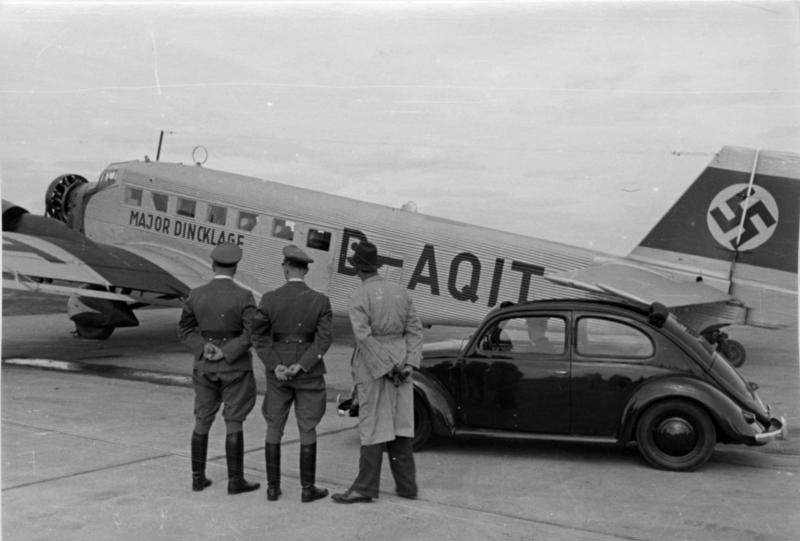
En Ju 52/3m tillhörig tyska Statsflyget på Münchens flygplats 1937.

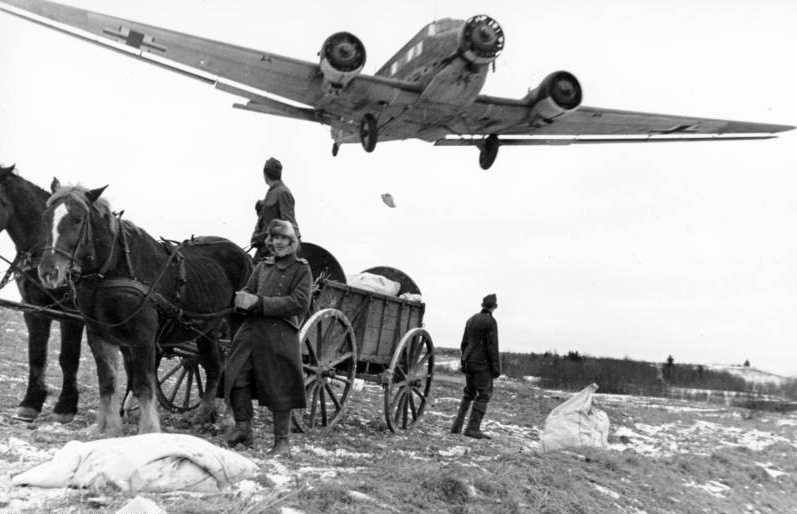
Ju 52/3m i Nordryssland 1943.

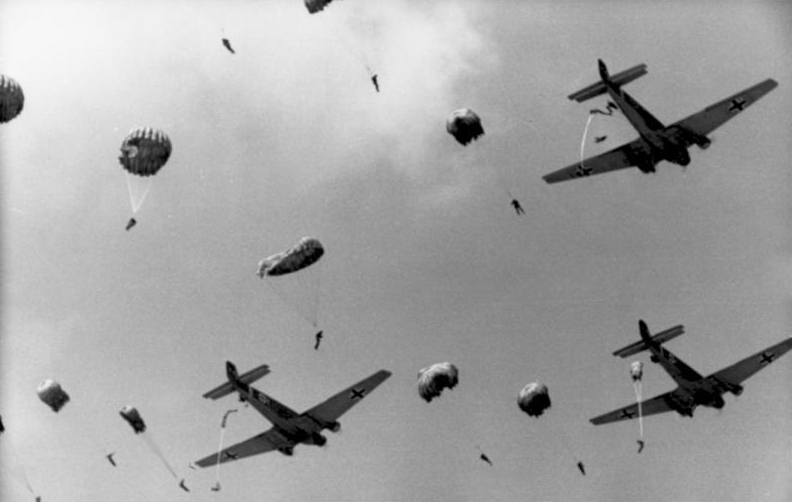
Fallskärmsjägare hoppar från en Ju 52/3m. Tyskland, maj 1944.

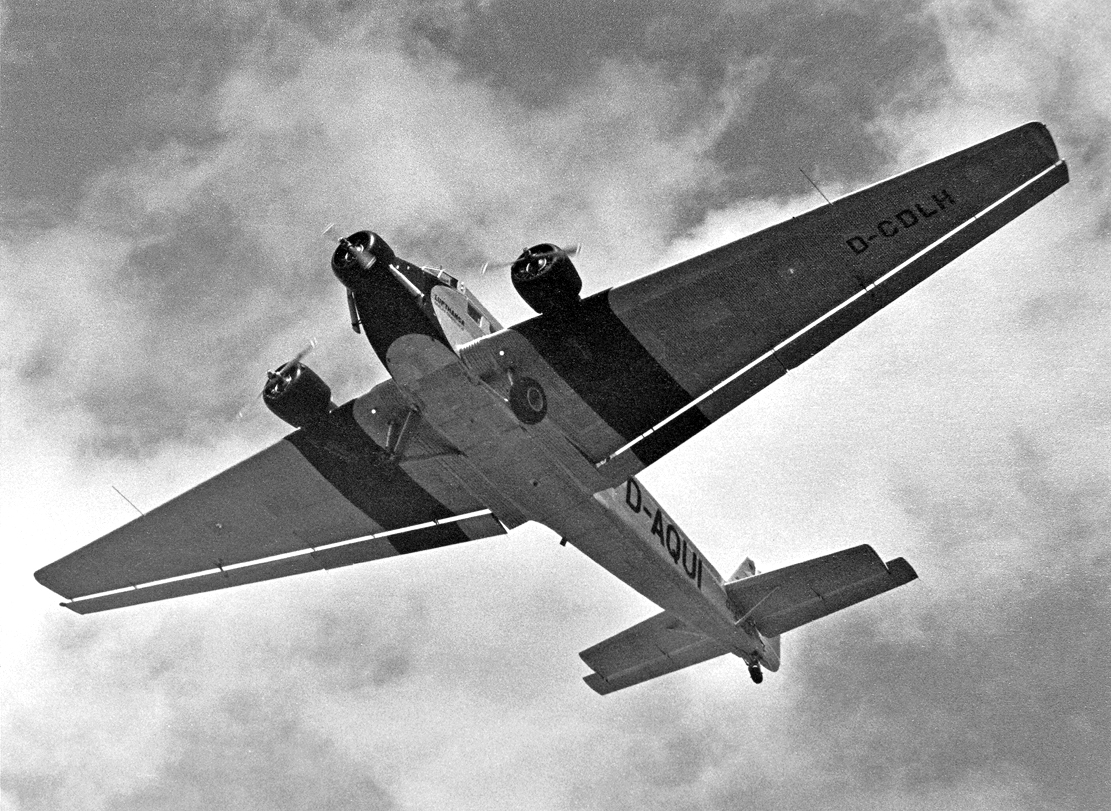
En Junkers Ju 52/3m var på besök i Malmö sommaren 1987.

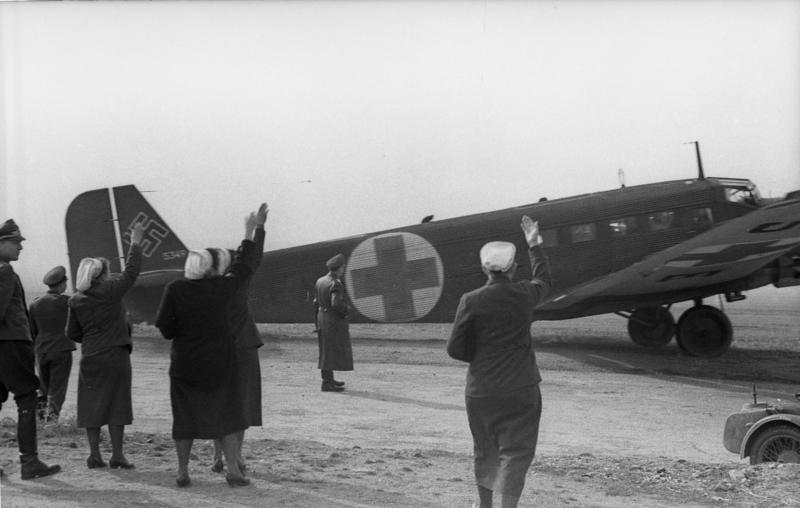
Ju 52/3m som ambulansflygplan. Balkan 1941.

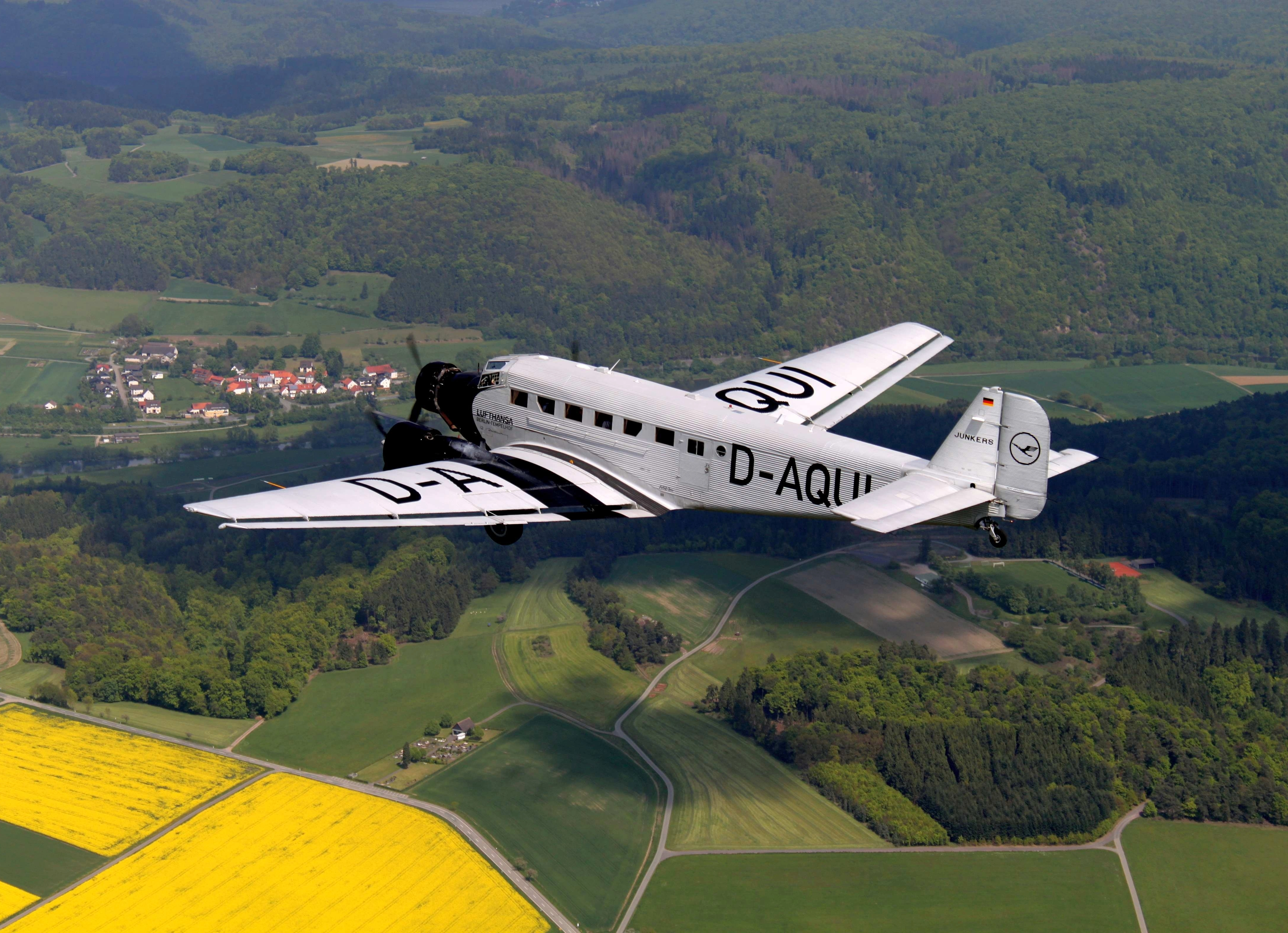
Lufthansa Ju 52/3m, år 2010 (byggd 1936)

Junkers Ju 52/3m, Tante Ju, är ett lågvingat tremotorigt monoflygplan tillverkat helt av korrugerad duraluminium. Suffixet "3m" står för tre motorer. "Tante Ju" var smeknamnet på typen Lufthansas piloter emellan.

## Historik
När Hugo Junkers och Ernst Zindel insåg att behovet för stora transportflygplan var stort beslöt man sig för att konstruera om Junkers Ju 52/1m. Man utökade motorantalet med en motor i vardera vingen, vilket ledde till att både säkerheten och tillförlitligheten blev högre. 
Projekteringen startade i april 1931 när en Ju 52/1m utrustades med fullskalemodeller av motorerna i vardera vingen för att man skulle kunna se luftströmmarna runt flygplanet. Lloyd Aero Boliviano (LAB) hörde talas om försöken och beställde två flygplan redan på projekteringsstadiet. Junkers som vid tidpunkten tillverkade en Ju 52/1 utan fasta köpare modifierade flygplanet under tillverkningen till en Ju 52/3m. 
Den första flygningen gjordes 7 mars 1932. Flygplanet blev redan från start en stor framgång, order kom från ABA i Sverige, Aero O/Y (Finland) och LARES (Rumänien), och världens kanske första VIP-flygplan beställdes av Fédération Aéronautique Internationale (FAI). 
Lufthansas första Ju 52/3m flög i maj 1932 och utförde ett flertal tester och prov fram till hösten 1932. Dessa prov följdes av flygbolag runt om i världen och efter testperioden beställde Argentina, Brasilien, Ungern, Ecuador, Peru, Mexiko, Sydafrika, Danmark, Norge, Italien, Storbritannien, Belgien, Estland, Grekland och Spanien flygplanet Ju 52/3m. 
Fram till andra världskrigets utbrott såldes 400 passagerarflygplan, varav 153 till Lufthansa. I augusti 1937 undersökte Lufthansa möjligheten att öppna en flyglinje till Kina. Den besvärliga knuten var att flyga över Pamir. 24 augusti 1937 lyckades en besättning från Lufthansa bestående av Untucht, Freiherr von Gablenz och radiooperatören Kirchhoff bli de första som flög över bergskedjan med ett passagerarflygplan på 7 000 meters höjd.
Fram till 1933 tillverkades Ju 52/3m endast i civila varianter.

## Militära Ju 52/3m
När den nazistiska regeringen officiellt erkände skapandet av Luftwaffe letade Reichsluftfahrtministerium (RLM) efter ett bombflygplan, som kunde levereras nästan omgående. De flesta flygplan, som tillverkades i Tyskland uppfyllde inte RLM:s krav, och av den orsaken beslöts att använda Ju 52/3m som en nödlösning.
1933 fick Junkers en order på 450 bombplan av modifierade Ju 52/3m. Zindel konstruerade om flygplanet och försåg det med två kulsprutetorn i sidan av flygplanskroppen samt ett torn i golvet och ett i taket. I passagerarkabinen iordningställdes ett bombrum där 52 st 50 kg-bomber kunde lastas. 
Konstruktionen fick versionsbenämningen Ju 52/3m g3e. Detta var Junkers största order under företagets historia. Normalt tillverkade man 18 st Ju 52/3m per år, och denna order innebar att produktionen måste öka med 60 plan i månaden. Fabriken i Dessau kunde inte klara av att leverera 450 flygplan till september 1935, men med stöd av RLM ordnades licenstillverkning hos  Weser Flugzeugbau samt en nybyggd Junkersfabrik i Bernburg ca 50 km från Dessau. Av hela ordern tillverkades endast 70 flygplan av Junkers Dessau.
I juli 1936 sändes 20 st Ju 52/3mge för att utgöra en del av Condorlegionen i det spanska inbördeskriget. De var de första Luftwaffeenheterna som deltog i stridshandlingar. Officiellt var flygplanen överförda till Hispano Marrocian Transport AG (HISMA). I augusti 1936 sammanfördes flygplansgruppen med Kampfgruppe 88 - K88.  Första förlusten drabbade gruppen 4 november 1936 då ett flygplan sköts ner av sovjetiskt jaktflyg i luftrummet över Madrid. På endast några veckor förlorades ytterligare sex flygplan. Det stod klart att Ju 52/3mge var för långsam och alla av flygplanstypen drogs bort från fronttjänst. De kvarvarande flygplanen överlämnades till Francisco Franco innan Condorlegionen återvände till Tyskland.
RLM utredde erfarenheterna från Spanien och stoppade all vidare tillverkning av bombflygplan baserat på Ju 52/3, men eftersom flygplanet fungerat bra som transportflygplan utsågs det till standard som transportflygplan inom Luftwaffe. 
Mellan 1935 och 1944 tillverkades 14 olika varianter Ju 52/3 transportflygplan.

## Varianter
- Ju 52/3mba - en VIP-variant för VD i FAI (Fédération Aéronautique Internationale) tillverkat 1932
- Ju 52/3mce - original Ju 52/3m med Pratt&Whitney Hornet eller BMW 132
- Ju 52/3mci -  en planerad variant med Wasp-motorer för Sverige men inga tillverkades
- Ju 52/3mde - pontonflygplan, ombyggd Ju 52/1m, för Bolivia och Colombia
- Ju 52/3mfe - passagerarflygplan för Lufthansa med BMW 132A3, tolv exemplar tillverkades 1933
- Ju 52/3mge - passagerarflygplan med BMW Hornet 132A
- Ju 52/3mge SA3 - som 3mge fast med radionavigationsutrustning
- Ju 52/3mg1e och 3mg2e - med BMW 132A/C/E för passagerarflygning
- Ju 52/3mg3e - bombflygplan med 3 x BMW 132A2[2]
- Ju 52/3mg4eA, ge4St och ge4N -  militära transportflygplan med BMW 132A3
- Ju 52/3mg4eR - militärt passagerarflygplan
- Ju 52/3mg4eH - övningsflygplan för radionavigering
- Ju 52/3mg4eF - variant för fallskärmshoppning
- Ju 52/3mg8e SA10 - minspaningsflygplan
- Ju 52/3mg10e med BMW 132Z - fraktflygplan med sidodörr
- Ju 52/3mg11e - som g10e men med antifrostutrustning
- Ju 52/3mg12e - militärt transportflygplan med BMW 132T
- Ju 52/3mg14e - multifunktionsflygplan/transportflygplan med BMW 132L-motor och förstärkt pansarskydd
- Ju 52/3mho - passagerarflygplan med 3 x Jumo 205C (441 kW), endast två exemplar
- Ju 52/3mkao - motorprovbänk 2 x BMW132A och 1 x BMW 132F eller BMW 132N
- Ju 52/3mlu - passagerarflygplan med Piaggio Stella X (520 kW) för Italien, efter motorbyte Alfa Romeo 126 RC/34
- Ju 52/3mnai - passagerarflygplan med P&W Wasp för Sverige och Storbritannien
- Ju 52/3mreo - passagerarflygplan med BMW 132Da/Dc för Sydamerika 1937
- Ju 52/3msai - passagerarflygplan med P&W Wasp för Sverige och Sydamerika
- Ju 52/3mte - passagerarflygplan med BMW 132K, maxhastighet 300 km/h
- Ju 52/3mZ5 - passagerarflygplan med BMW 132Z3, tillverkad under andra världskriget för Finland

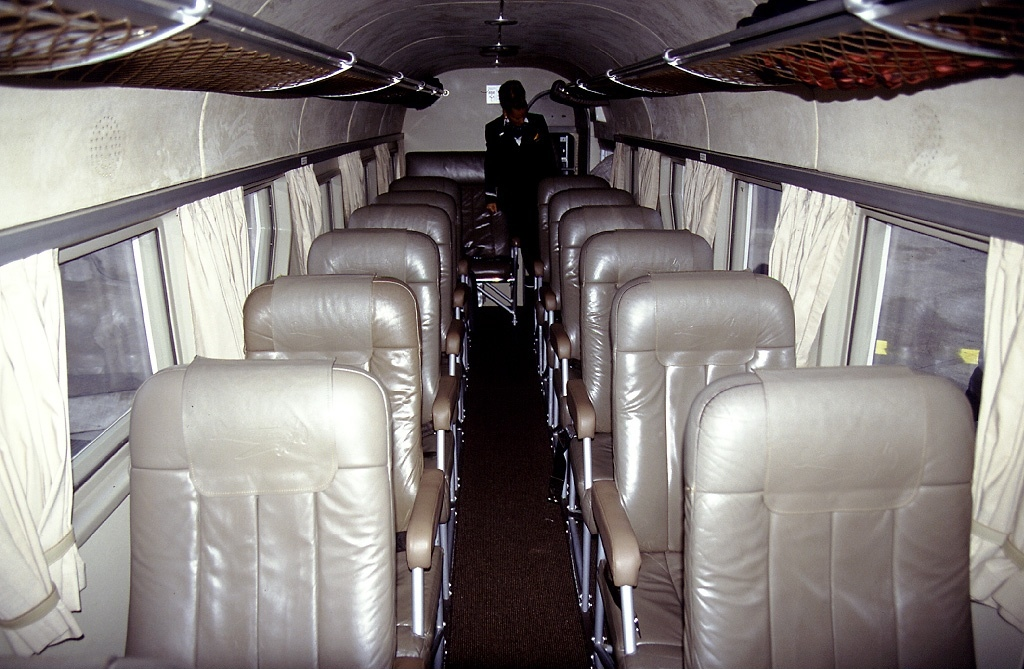
Kabininredning på en passagerarversion

## Andra benämningar
Andra benämningar använda av enskilda operatörer är:
- K45/3m - militär konstruktion av Ju 52/3m för Chile 1932-1933 (inga tillverkades)
- AAC.1 - militär Ju 52/3mg11e tillverkade i Amiot i Frankrike (516 exemplar), tillverkningen återupptogs efter andra världskriget (ytterligare 415 exemplar)
- CASA 352 - militär Ju 52s licenstillverkade av CASA Spanien efter spanska inbördeskriget med BMW 132A (106 exemplar)
- CASA 352L - utvecklad CASA 352 med Spanska Elizalde Beta/ENMASA B3-motorer (64 tillverkade)
- C-79 -  US Army Air Forces-benämning för en Ju 52 övertagen från SEDTA (Ecuador)
- D52 - tjeckisk benämning för begagnade Ju 52 inskaffade efter andra världskriget
- Tp 5 - Flygvapnets benämning för alla Ju 52/3m-varianter.

Sammanlagd producerades 585 exemplar efter 1945. 
Flygplanet har även mer eller mindre etablerade smeknamn, till exempel Tante Ju (tyska) och Iron Annie (engelska).

## Sverige

### Den civila varianten

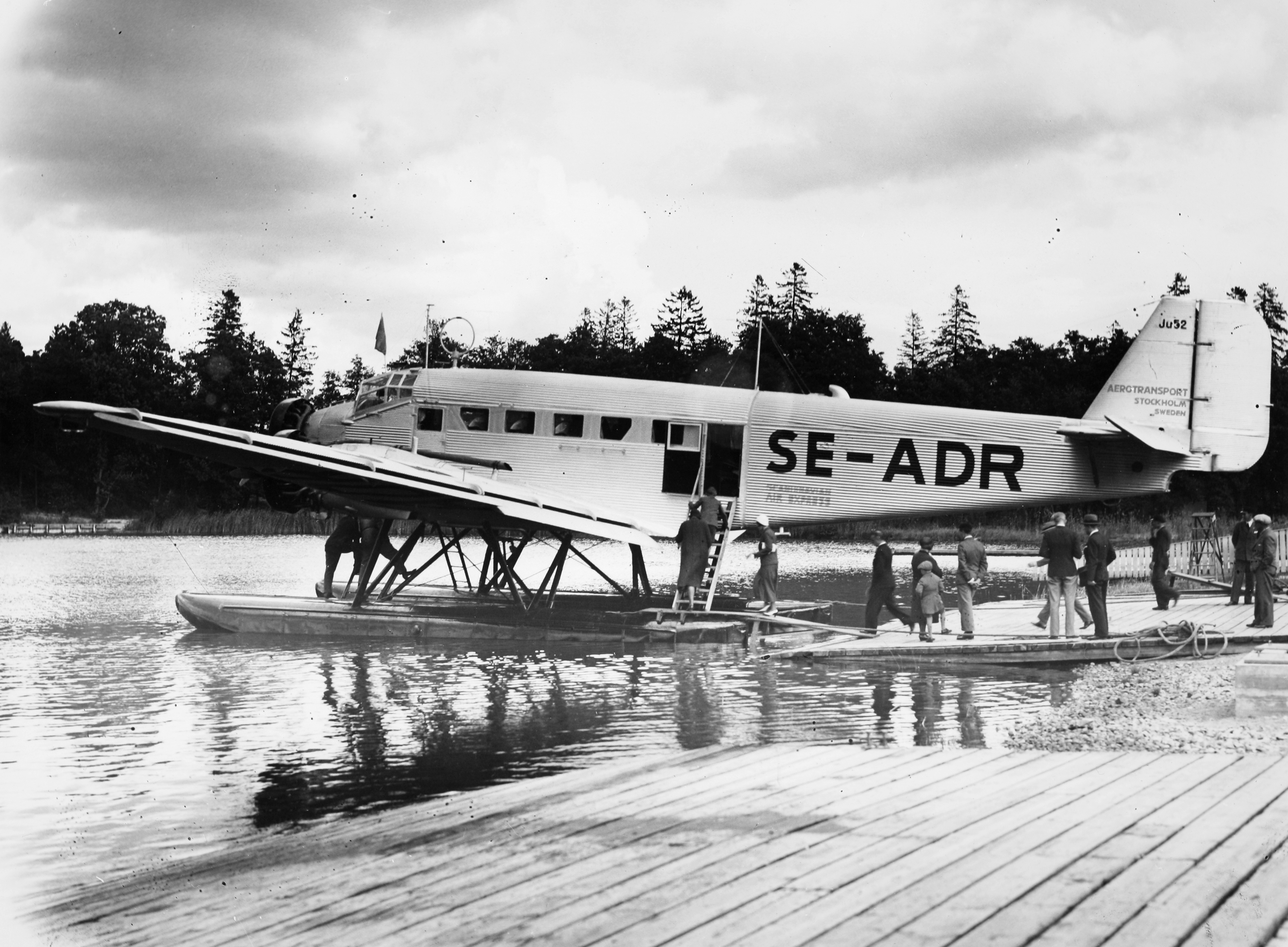
ABA Ju 52/3mci SE-ADR

ABA behövde ett nytt flygplan för linjen Stockholm-Helsingfors och vände sig till AB Flygindustri (Afi) i december 1931 med en order på ett flygplan. Flygplanet blev en licenstillverkad variant av Junkers Ju 52/3m, Junkers Ju 52/3mci.
Montering samt plåtbeklädnad av flygkroppen ägde rum i Limhamn av komponenter levererade från Dessau. 15 juli 1932 var flygplanet klart för provflygning. 
Efter genomförda prov havererade planet i samband med landningen. Efter reparation levererades flygplanet i september till ABA med registreringen SE-ADR. 
Under andra världskriget var detta flygplan inhyrt av flygvapnet med beteckningen Tp 5.
Totalt använde flygvapnet fem Tp 5 under perioden 1940-1945. Två av de inhyrda flygplanen försågs med kronmärken vid sidan om den civila märkningen. Endast ett flygplan målades om i mörkgrönt/ljusblått medan de övriga flög med enbart civila registreringar.

### Svenska flygvapnet
Tp 5, före 21 juni 1940 Trp 5, var ett av flygvapnets transportflygplan.
I mitten av 1930-talet insåg flygvapnet att man behövde en organisation av flygtransporter mellan de olika krigsflygbaserna för att snabbt forsla ut materiel eller personal. Eftersom flygvapnet inte disponerade egna transportflygplan beslöts att man skulle använda sig av landets civila flygplan i händelse av krig eller krigsfara. 1935 slöts ett avtal mellan Flygförvaltningen och ABA om att flygvapnet skulle kunna rekvirera ABA:s flygplansflotta vid behov.  Flygplanen skulle stå till förfogande på Bromma eller Bulltofta fyra timmar efter rekvisitionen.

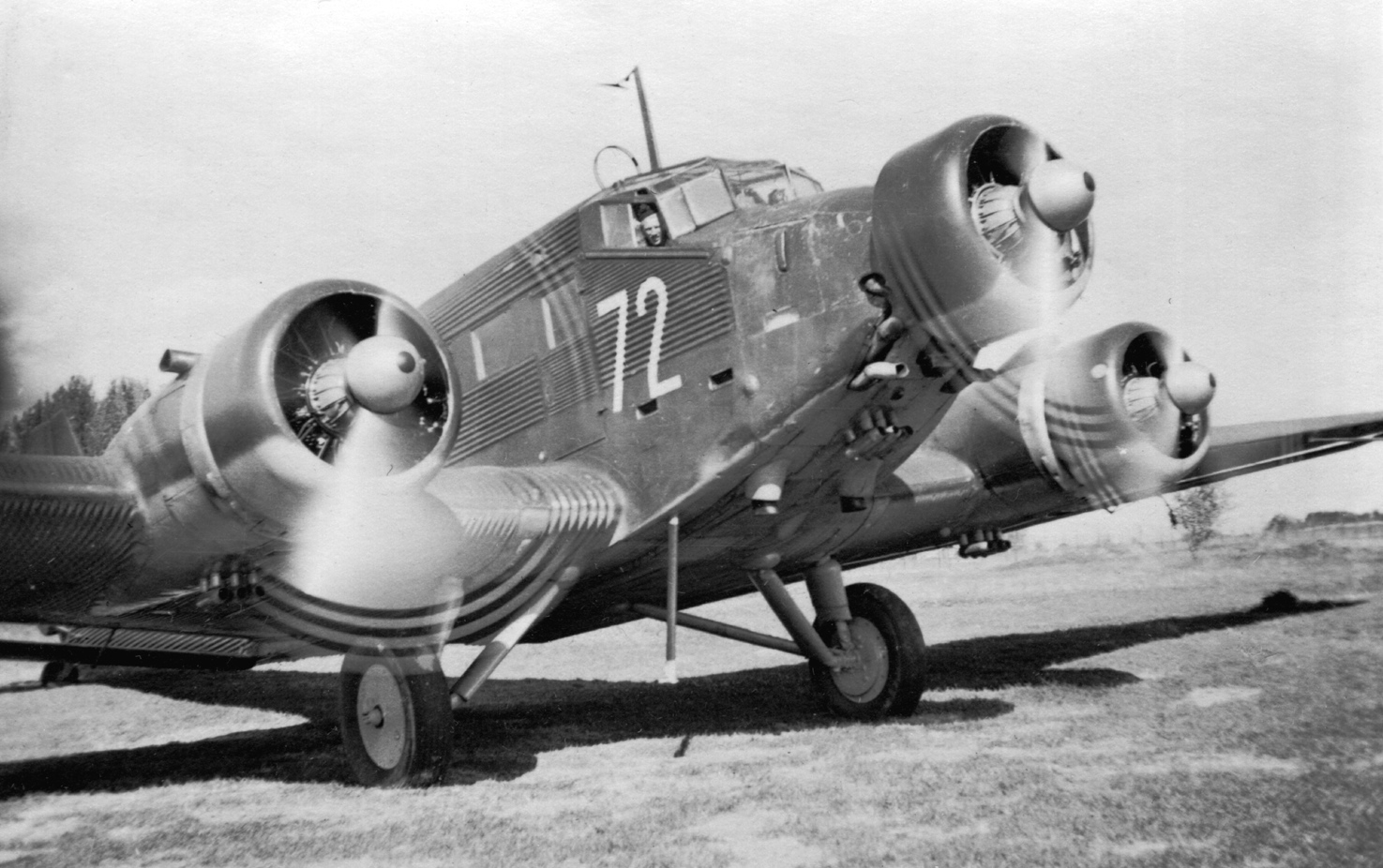
Flygvapnets Ju 52/3mvai, flygvapennummer 907

Vid andra världskrigets utbrott disponerade flygvapnet bara ett eget transportflygplan Trp 3 (de Havilland DH 90 Dragonfly). För att lösa bristen rekvirerades den 3 september 1939 en Ju 52/3m som gavs benämningen Trp 5 från ABA men flygplanet återlämnades redan den 20 september 1939. Efter det tyska anfallet mot Norge och Danmark 9 april 1940 skärptes läget för flygvapnet och ett större antal flygplan av olika typer rekvirerades. Den 13 april 1940 placerades tre Junkers Ju 52/3m vid F 1 Hässlö samt en vid F 4 Frösön.
Samtliga flygplan benämndes Trp 5 trots att de var av olika varianter. Den 21 juni 1940 beslöts att dessa flygplan skulle inlemmas fastare i flygvapnet och erhålla den militära typbeteckningen Tp 5.
Tp 5 kom att bli flygvapnets arbetshäst utöver transporttjänsten användes den som flygande lektionssal vid navigatörsutbildning under hela kriget. Flygplanen flyttades runt mellan de flottiljer där utbildningen bedrevs. I november 1942 genomfördes under en fälttjänstövning i Värmland försök med att släppa ner gods med fallskärm från tre stycken Tp 5, Efter 1940 målades eller ommärktes inte de rekvirerade flygplanen utan de flög med civila registreringar, ett undantag utgjorde SE-ADR och SE-AFD, som vid sidan av den civila märkningen även försågs med försvarets kronmärken. Ett flygplan SE-AFA målades enligt flygvapnets färgschema mörkgrönt/ljusblått och märkt enligt bestämmelserna som utfärdades 11 juni 1940. Kronmärket skulle ha en gul ring för att synas bättre och flygplansnumret skulle målas med stora vita siffror på nos och fena. Det målade flygplanet var det enda som var i flygvapnets tjänst under hela kriget övriga flygplan återlämnades till ABA under kortare eller längre perioder för att återinsättas i civil trafik. Totalt antal i flygvapnet var fem stycken.

### De enskilda flygplanen
- SE-ADR - Ju 52/3mci från  3 september 1939 till 20 september 1939 samt april 1940 till juni 1940 samt juni 1941 till mars 1945, gavs inget flygvapennummer, kronmärkt.
- SE-AFA - Ju 52/3mvai från april 1940 till september 1944, flygvapennummer 907, märkning enligt modell/40.[4]
- SE-AFB - Ju 52/3mvai från april 1940 till oktober 1940 samt juli 1943 till september 1943, flygvapennummer 909.
- SE-AFC - JU 52/3mvai från april 1940 till augusti 1940, flygvapennummer 908.
- SE-AFD - Ju 52/3mvai från juli 1941 till juni 1945, gavs inget flygvapennummer, kronmärkt.

Enligt avtal mellan flygvapnet och ABA kunde ABA periodvis använda samtliga flygplan, utom SE-AFA, vid behov utan att flygplanen var formellt återlämnade.

## Övrigt
På en frimärksserie från 1972 om svenskt postflyg finns på en 15-öresvalör med ett Junkers Ju 52/3m.

## Källhänvisningar